# 南纬路街道
南纬路街道，是中华人民共和国新疆维吾尔自治区乌鲁木齐市新市区下辖的一个乡镇级行政单位。

## 行政区划
南纬路街道下辖以下地区：
青海路社区、南一路社区、南二路社区、南三路社区、北二路社区、太原路社区、北一路社区和北纬一路社区。